# Romblon, Romblon

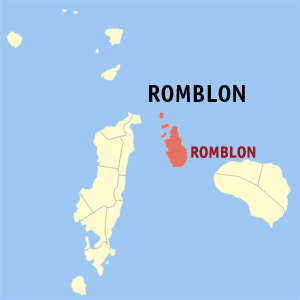
Bản đồ Romblon với vị trí của Romblon

Romblon là một đô thị hạng 4 ở tỉnh Romblon, Philippines. It is the capital municipality of Romblon. Theo điều tra dân số năm 2000, đô thị này có dân số 36.612 người trong 7.134 hộ.

## Barangay
Romblon được chia thành 31 barangay.
| - Agbaluto - Agpanabat - Agbudia - Agnaga - Agnay - Agnipa - Agtongo - Alad - Bagacay - Cajimos - Calabogo | - Capaclan - Ginablan - Guimpingan - Ilauran - Lamao - Li-o - Logbon - Lunas - Lonos - Macalas | - Mapula - Cobrador (Naguso) - Palje - Barangay I (Pob.) - Barangay II (Pob.) - Barangay III (Pob.) - Barangay IV (Pob.) - Sablayan - Sawang - Tambac |